# 阿尔弗雷德·赫尔曼·弗里德
阿尔弗雷德·赫尔曼·弗里德（Alfred Hermann Fried，1864年11月11日—1921年5月5日），奥地利犹太和平主义者、记者，德国和平运动的创始人之一。他与托比亚斯·阿赛尔一起获得了1911年的诺贝尔和平奖。